# Бенбен

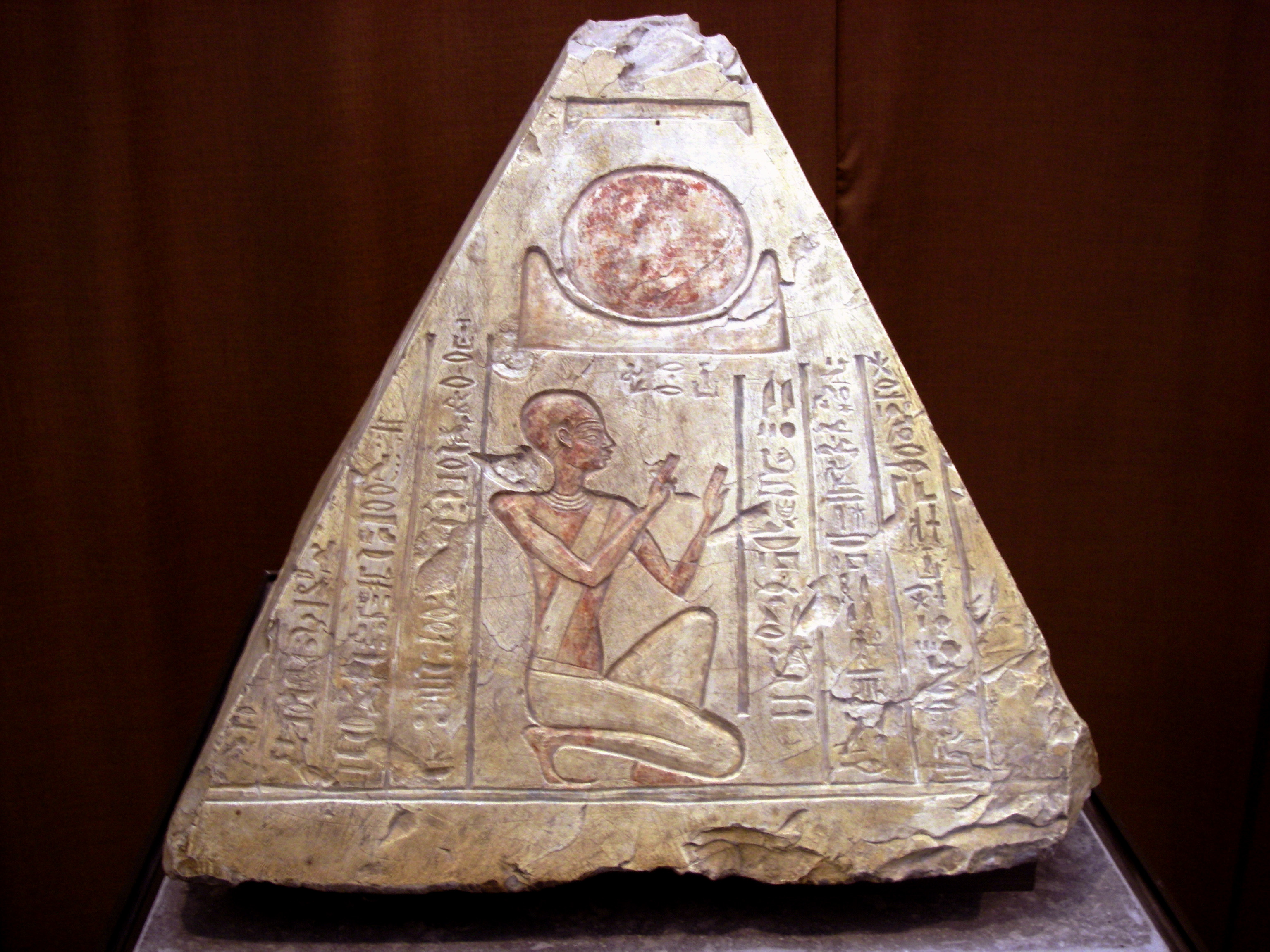
Навершя гробниці жерця на ім'я Рер. VII ст. до н. е. Ермітаж, Санкт-Петербург, Росія

Бенбен (Бен-бен) — пагорб, який з'явився з первинних вод Нуна. Згідно з міфологією єгиптян, бог-творець Атум спустився вниз на пагорб і почав розмірковувати про те, яких створити богів. У розділах 587 і 600 текстів пірамід самого Атума іноді називають пагорбом. Там також сказано, що пагорб перетворився на невелику піраміду, розташовану в Іуну (Геліополь), вона була місцем перебування Атума.
В інших містах були власні версії появи первинного пагорба. У міфології Мемфіса первинний пагорб був утіленням бога землі Татенена, «від якого походять усі види їжі та страв, священні підношення та всі гарні речі».

## Камінь Бенбен
Камінь Бенбен названо на честь первинного пагорба. Він був священним каменем у храмі сонця в Геліополі. Він був місцем, на яке впали перші промені сонця. Вважають, що він був прообразом обелісків та пірамідіонів чотиригранних пірамід. Також вважають, що верхівки обелісків та пірамідіони були позолоченими. В Геліополі шанували фенікса або птаха Бенну, і стверджували, що він живе на Бенбені або на священній вербі. На думку єгиптолога Баррі Кемпа, зв'язок між Бенбеном, феніксом і сонцем може полягати у співзвучності таких слів: «промені сонця, що сходить (вебен), падають на Бенбен, на якому живе птах Бенну». У розділі 600 текстів пірамід говориться таке: «Атум піднявся, як Бенбен, у палаці Бенну в Геліополі».
Камінь Бенбен виявлено в Храмі фенікса. Він був символом цієї птиці, яка була здатна до воскресіння та відродження, а також уособлювала циклічність пір року. На думку одного німецького єгиптолога, він колись стояв на священній колоні.